# 高野公男 (都市計画家)
高野 公男（たかの きみお、1936年6月5日 - 2015年6月6日）は、日本の都市計画家、建築家で「まちづくり家」と称した。東北芸術工科大学名誉教授。マヌ設計連合（現マヌ都市建築研究所）創始者。
山形県都市計画審議会会長、日本学術会議社会環境工学研究連絡委員会都市地域計画専門委員会委員長、最上川水系流域委員会委員、草加市緑の基本計画策定委員会委員長、出羽三山地域世界遺産登録 育成推進委員会委員長などを歴任。専門は建築学、都市計画・都市防災計画など。一級建築士、技術士。工学博士。

## 経歴
神奈川県横須賀市逸見町生まれ。1959年（昭和34年）千葉大学工学部建築学科卒業。東京大学生産技術研究所研究生に。
1960年（昭和35年）東京大学大学院数物系研究科入学。生産技術研究所第5部星野晶一研究室に所属。1962年（昭和37年）に修士課程を修了し東京大学大学院博士課程進学。都市計画・地域計画(都市の環境、景観、居住、防災、防犯、コミュニティ問題)を総合的に研究し、実践面では全国各地の自治体、公団などの環境デザイン・まちづくりを手がけていく。1964年4月に一級建築士事務所で都市計画コンサルタント事務所マヌ設計連合を設立。1967年（昭和42年）大学院博士課程満期退学。1970年（昭和45年）に白髭東防災拠点建築物安全性検討小委員会担当。
1972年（昭和47年）千葉大学工学部非常勤講師。1979年（昭和54年）学位論文「地区防災に関する研究」で博士号。1983年（昭和58年）事務所を株式会社マヌ都市建築研究所に改組。1984年（昭和59年）千葉大学園芸学部非常勤講師。1992年（平成4年）東北芸術工科大学教授就任。1994年（平成6年）国土審議会専門委員、1996年（平成8年）日本建築学会都市計画委員長。国土審議会東北開発特別委員。1997年（平成9年）から日本学術会議都市地域計画専門委員長就任。2007年（平成19年）に東北芸術工科大学退職、名誉教授に。他界するまで日本の建築・まちづくりの実務・研究・教育に尽力。
代表業務にキャロンシューズ本社（台東区馬道）、キャロンシューズショールーム、一ノ瀬マンション（日野市）、住宅公団町田山崎団地集会所（町田市）、瑞穂医科工業社員寮（葛飾区高砂）、エビス製靴本社（台東区今戸）、ミツワ産業今戸工場（台東区今戸）、古川文造邸（台東区今戸）、山口邸（葛飾区金町）、倉田・藤原邸（埼玉県白岡市）、津田沼北口地区再開発計画、瑞穂医科工業習志野工場（習志野市）、柏木邸（目黒区）、あてらざわや旅館（山形市）、舟戸大橋照明灯（尾花沢）など多数。
主な著書に、『建築の安全と社会施策』(新建築学大系12・彰国社)、『建築と都市の水環境計画』(共著・日本建築学会編)ほか。